# Ruta Provincial 4 (Buenos Aires)
La Ruta Provincial 4, conocida coloquialmente como Camino de Cintura y oficialmente desde el 23 de diciembre de 2020 como Ruta Provincial Diego Armando Maradona, es una avenida interurbana de 2 carriles de 70 km de extensión, ubicada en el Gran Buenos Aires y que se extiende entre la ciudad de San Isidro y la Ruta Provincial 14 o Camino General Belgrano, en el límite entre los partidos de Quilmes y Florencio Varela.
Antaño, era una carretera estratégica que circundaba a la ciudad de Buenos Aires a unos kilómetros de distancia, pero con el tiempo y debido al crecimiento del conglomerado urbano, terminó siendo una avenida del Gran Buenos Aires. Es junto a la Autopista Camino del Buen Ayre y la Ruta Provincial 6 una de las arterias viales que circunvalan al conurbano, siendo el segundo anillo vial luego de la avenida General Paz/Camino Negro
Originalmente, esta avenida comenzaba en la localidad de Morón, pero mediante el Decreto Nacional 1595 del año 1979, la Nación la cedió a la Provincia de Buenos Aires el tramo de 12,7 km entre San Isidro (en las cercanías del Hipódromo de San Isidro) y Hurlingham.
En su trayecto se cruza con la avenida Centenario/avenida Santa Fe, el Acceso Norte, el Acceso Oeste, la Ruta Nacional 3 (Avenida Brigadier General Juan Manuel de Rosas), la Autopista Richieri en el Puente 12, la Ruta Provincial 205 (Avenida Antártida Argentina, Boulevard Buenos Aires), Camino Negro en Lomas de Zamora, la Ruta Provincial 210 (Avenida Hipólito Yrigoyen) y la Ruta Provincial 14 (Camino General Belgrano), entre otras rutas y avenidas.
En octubre de 2005 hubo rumores oficiales acerca de convertir al camino en una autopista, proyecto que finalmente se abandonó.
Famosa por poseer en sus alrededores varios albergues transitorios en la zona de Esteban Echeverría y Almirante Brown, también posee varias piscinas públicas y privadas en la zona de La Matanza, Esteban Echeverría y Lomas de Zamora, la avenida que actualmente constituye el camino recibe varios nombres. Sin embargo, a partir del 23 de diciembre de 2020 todo el trayecto cambió su nombre a Diego Armando Maradona, en homenaje al astro del fútbol fallecido en ese año.

## Nombres por localidad o partido
Avenida Bernabé Márquez (ciudad de San Isidro, Partido Homónimo)
 Avenida Avelino Rolón (ciudad de Boulogne Sur Mer, San Isidro)
Avenida 190 -Brigadier General Juan Manuel de Rosas- (San Martín)
Avenida Bernabé Márquez (localidades de Loma Hermosa, Villa Bosch, Martín Coronado, Pablo Podesta y Ciudad Jardín Lomas del Palomar, Tres de Febrero)
Avenida Vergara (ciudad de Hurlingham, Partido Homónimo)
Avenida Juan Manuel de Rosas, Avenida Cañada de Ruiz, Avenida Hipólito Yrigoyen, Córdoba-Curupaytí (ciudad de Morón, Partido homónimo)
Av Monseñor Bufano (ciudades de San Justo, La Tablada, Aldo Bonzi y Evita, La Matanza). Por Ley Provincial 11.129 publicada en el Boletín Oficial el 2 de octubre de 1991 el tramo de esta ruta en el Partido de La Matanza lleva dicho nombre. (el nombre anterior en este partido era República Oriental del Uruguay).
Ruta de la Tradición, Avenida Monteverde (ciudades de Luis Guillón y Nueve de Abril, Esteban Echeverría)
Santa Catalina, Avenida Monteverde (ciudades de Lomas de Zamora y Llavallol, Lomas de Zamora)
Avenida Monteverde (mano al sur) (ciudades de Malvinas Argentinas y Burzaco, Almirante Brown) Avenida 2 de Abril (mano al norte) (Ciudad de Burzaco, Almirante Brown)
Lacaze (ciudades de San Francisco de Asís, Claypole y San Francisco Solano y Complejo Don Orione, Almirante Brown)
Avenida Gobernador Monteverde (ciudad de San Francisco Solano, Quilmes)
Avenida República de Francia (ciudades de Villa La Florida y Florencio Varela, Quilmes y Florencio Varela)

## Localidades

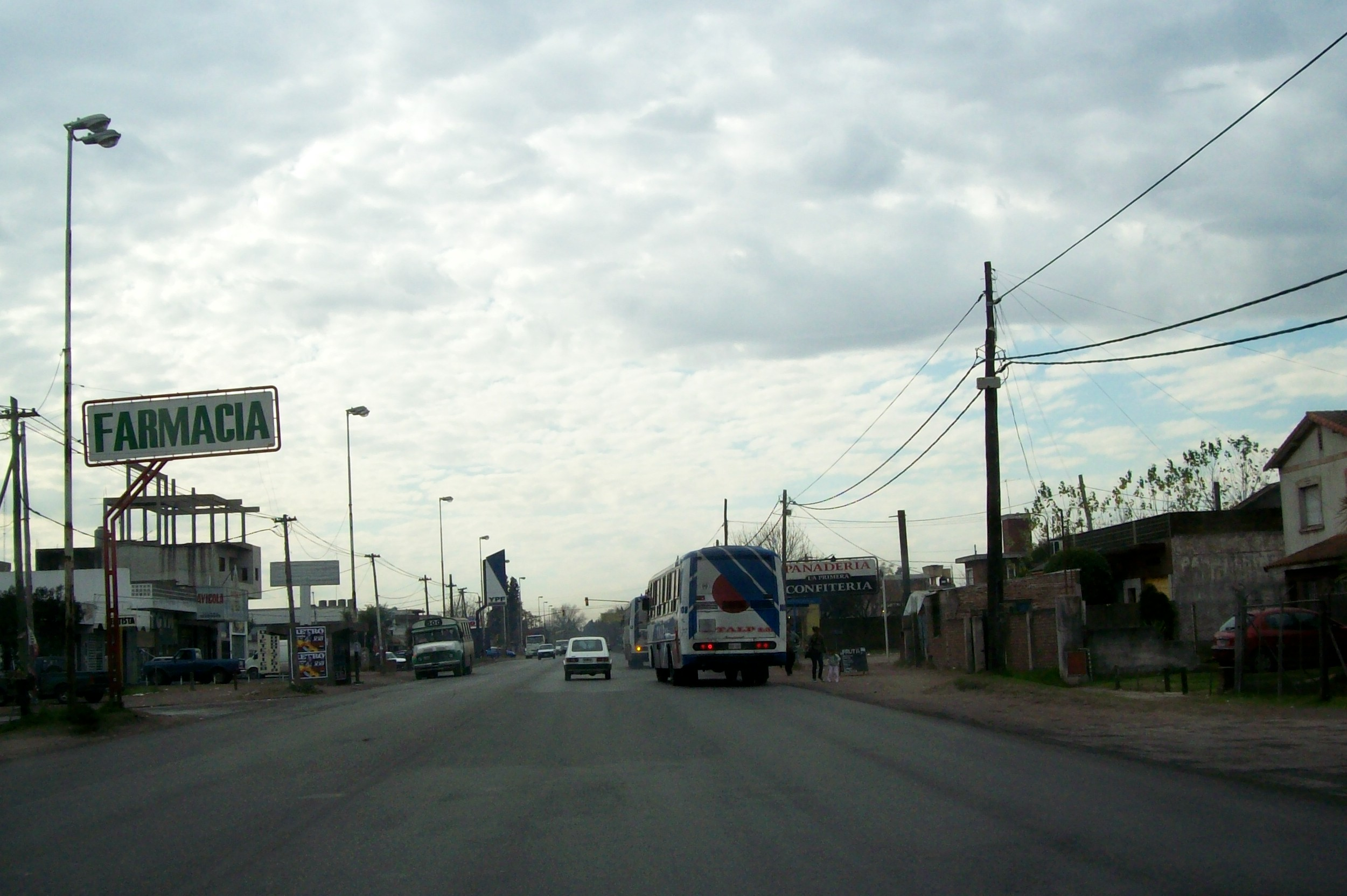
Ruta Provincial 4 en Villa La Florida.

Las localidades del Gran Buenos Aires que atraviesa este camino de norte a sur son:
- Partido de San Isidro: San Isidro y Boulogne.
- Partido de General San Martín: Billinghurst, José León Suárez, Loma Hermosa, Villa Ballester,
- Partido de Tres de Febrero: Villa Bosch, Loma Hermosa, Martín Coronado, Pablo Podestá, Ciudad Jardín Lomas del Palomar.
- Partido de Morón: El Palomar.
- Partido de Hurlingham: Hurlingham y Villa Tesei.
- Partido de Morón: Castelar y Morón.
- Partido de La Matanza: Villa Luzuriaga, San Justo, La Tablada, Ciudad Evita y Aldo Bonzi.
- Partido de Esteban Echeverría: Nueve de Abril.
- Límite entre partidos de Esteban Echeverría y Lomas de Zamora: Luis Guillón (Esteban Echeverría), Lomas de Zamora y Llavallol (Lomas de Zamora).
- Partido de Almirante Brown: Malvinas Argentinas, Burzaco, San Francisco de Asís, Claypole y San Francisco Solano.
- Partido de Quilmes: San Francisco Solano.
- Límite entre partidos de Quilmes y Florencio Varela: Villa La Florida (Quilmes) y Florencio Varela (Florencio Varela).

## Recorrido
A continuación, se muestra el recorrido en forma esquemática, mostrando cruces con calles, avenidas y rutas importantes, y las divisiones que se presentan durante el trayecto.
|  | CONTgq | ABZq+lr | CONTfq |

|  | STRq | TBHF | STRq |

|  |  | STR |

|  | STRq | KRZ | STRq |

|  |  | TEEaq | STRq |

|  | RMq | RMIdu | RMq |

|  |  | STR |

|  | STRl | ABZg+r |  |

| lDAMPF |  | SKRZ-Gu |  |

|  | STRq | RMKRZ | STRq |

|  |  | RM |

|  | STRq | RMKRZ | STRq |

| lDAMPF |  | SKRZ-Muq |  |

|  | STRq | RMKRZ | STRq |

|  | STRq | RMKRZ | STRq |

|  |  | RM |

|  | RMq | MWNODE | RMq |

|  | STRq | RMKRZ | STRq |

|  |  | MWNODEr | STRq |

|  | STRq | RMKRZ | STRq |

|  | STRq | RMKRZ | STRq |

| lDAMPF |  | SKRZ-Muq |  |

|  |  | RM |

|  | RMq | RMIcu | RMq |

| lDAMPF |  | SKRZ-Gu |  |

|  | WASSERq | WBRÜCKE1 | WASSERq |

|  | STR+l | ABZgr |  |

|  | STR | STR |  |

|  | ABZgr | STR |  |

| STRq | TEEeq | STR |  |

|  | ABZg+l | STRr |  |

|  | RM |

| RMq | RMIabua | RMq |  |

|  | RM |

|  | STRl | ABZq+rxl | STRq |

| lDAMPF |  | SKRZ-Go |  |

| STRq | ABZq+lxr | ABZgr |  |

|  | ABZgr | STR |  |

|  | TEEaq | STRr |  |

| STRq | TEEeq |  |  |

|  | STR |

|  | ABZg+l |

|  | TEEaq | ABZq+rxl | STRq |

| STRq | KRZ | KRZ | STRq |

|  | ABZg+l | STRr |  |

|  | STR |

| STRq | KRZ | STRq |  |

|  | ABZgl+l | STRq |  |

| RMq | RMIdo | RMq |  |

|  | STR |

| STRq | TBHF | STRq |  |

| STRq | ABZgr+r |  |  |

|  | SKRZ-Go |  | lDAMPF |

|  | SKRZ-Go |  | lDAMPF |

| RMq | RMIdu | RMq | FLUG |

| WASSERq | RMoW2 | WASSERq |  |

|  | RM |

| WASSERq | RMoW2 | WASSERq |  |

| STRq | RMKRZ | STRq |  |

|  | RM |

|  | RMIhoaq | RMq |  |

|  | RM |

| STRq | MWNODEl |  |  |

|  | SKRZ-Muq |  | lDAMPF |

| STRq | MWNODE | STRq |  |

| STRq | KRZ | STRq |  |

|  | STR |

| WASSERq | WBRÜCKE1 | WASSERq |  |

| STRq | TBHF | STRq |  |

|  | STR |

|  | SKRZ-Go |  | lDAMPF |

| STRq | TBHF | ABZq+rxl | STRq |

|  | STR | STR |  |

| STRq | KRZ | KRZ | STRq |

|  | STR | STR |  |

| STRq | ABZgr+r | STR |  |

|  | STRl | ABZg+r |  |

|  | STRq | TEEeq |  |

| lDAMPF |  | SKRZ-Go |  |

|  |  | STR |

|  | STRq | KRZ | STRq |

|  |  | SKRZ-GBUE |

|  |  | ABZgl+l | STRq |

|  | WASSERq | WBRÜCKE1 | WASSERq |

|  |  | STR |

|  | STRq | KRZ | STRq |

|  | CONTgq | ABZqlr | CONTfq |

## Cruces con vías de ferrocarril
Debido a la gran cantidad de automotores que circulan por esta arteria vial, este camino sortea las vías ferroviarias mediante túneles o puentes. A continuación se enumeran las estructuras construidas:

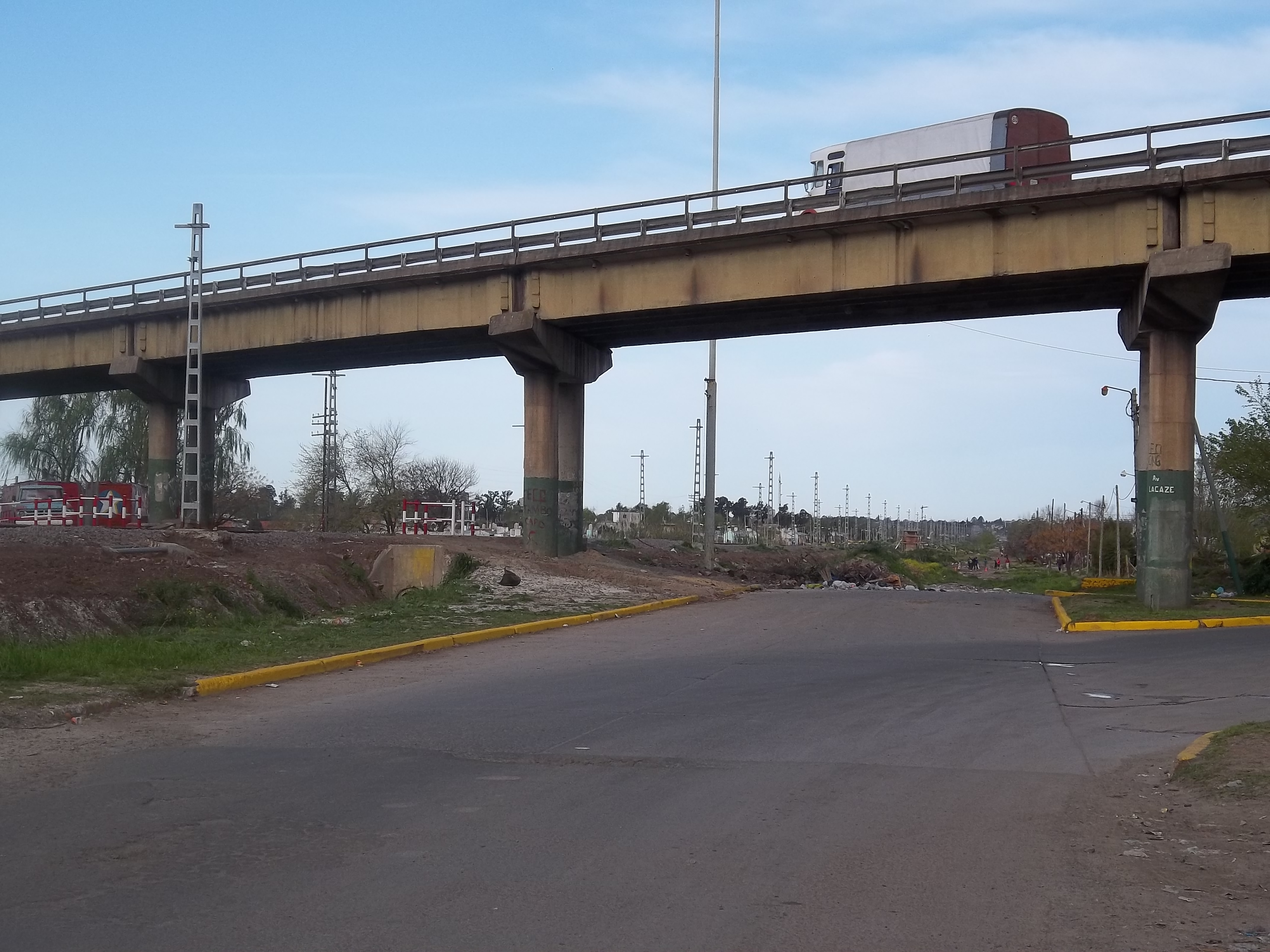
Puente Claypole sobre las vías de la línea General Roca.

- Túnel Ciudad de Boulogne bajo las vías del Ferrocarril General Belgrano junto a la estación homónima con una extensión de 360 m inaugurado el 7 de agosto de 2009. Reemplazó al puente Ingeniero Pedro Mendiondo de 506 m inaugurado el 25 de mayo de 1979.
- Puente Nicolás Savio sobre las vías del Ferrocarril Bartolomé Mitre en la estación José León Suárez.
- Puente sobre las vías del Ferrocarril Urquiza en la estación Pablo Podestá.
- Puente del Ferrocarril San Martín sobre esta carretera entre las estaciones El Palomar y Hurlingham.
- Puente Lebensohn sobre las vías del Ferrocarril Domingo Faustino Sarmiento entre las estaciones Morón y Castelar. Con 440 m de longitud, fue construido entre 1981 y 1982.[5]
- Dos viaductos paralelos sobre la Estación Sánchez de Mendeville del ramal M del Belgrano Sur y sobre las vías del ramal G del Ferrocarril Belgrano Sur entre las estaciones Querandí e Ing. Castello, uno para cada sentido del tránsito, habilitado el primero el 28 de abril de 1982 y el segundo el 6 de octubre del mismo año. Están construidos en hormigón armado con una longitud de 1250 m y ancho de calzada de 8,30 m cada uno.[6][7]
- Puente sobre las vías del Ferrocarril General Roca entre las estaciones Llavallol y Luis Guillón.
- Puente sobre las vías del Ferrocarril General Roca entre las estaciones Burzaco y Longchamps.
- Puente Claypole sobre las vías del Ferrocarril General Roca entre las estaciones Claypole e Ing. Dante Ardigó.

El cruce con el antiguo Ferrocarril Provincial de Buenos Aires era a nivel.

## Cruces con otros caminos importantes
- RN 9/Acceso Norte/Panamericana/Au. Pascual Palazzo, en San Isidro. Es un doble puente-rotonda sobre la autopista.
- RP 8/Av. 101-Ricardo Balbín, en Loma Hermosa. Rotonda a nivel
- RP 201, en El Palomar. Distribuidor bajo esta ruta y las vías del FC San Martín
- Acceso Oeste/Au. Gaona/RN 7, en el límite entre los partidos de Hurlingham y Morón. Distribuidor bajo la autopista.
- RP 7 Comparten el trazado de la Av. Hipólito Yrigoyen desde Cañada de Ruiz hasta Córdoba/Curupayti, en Morón
- RN 3 y RP 3/Av. Juan M. de Rosas/ex Provincias Unidas, en San Justo. Anteriormente era una rotonda a nivel, pero en 2009 se inauguró el puente de la RP 4 sobre la RN 3 y RP 3.
- Autopista Tte. Pablo Riccheri, en Ciudad Evita. Es un distribuidor bajo la autopista, a la que coloquialmente se lo denomina "Puente 12"
- Camino Negro/Camino Presidente Peron/Juan XXIII, en Santa Catalina. La autopista empalma en el Camino de Cintura
- RP 205/Av. Buenos Aires/Antártida Argentina, en Llavallol, es una rotonda a nivel denominada popularmente con el nombre de la ciudad ("Rotonda de Llavallol")
- RP 16/Av. H. Yrigoyen/Pavón, en Burzaco. Rotonda a nivel, llamada popularmente como "Rotonda de Los Pinos".
- RP 210/Av. Espora, También en Burzaco y también rotonda a nivel, llamada popularmente "Rotonda Vapor".
- RP 53/Av. Mosconi/Av. Gral. San Martín, en el límite entre los partidos de Quilmes y F. Varela. es un cruce a nivel con semáforo.
- RP 14/Camino Gral. Belgrano, a apenas 200 m del cruce anterior. Es una rotonda de empalme en donde concluye el Camino de Cintura.